# Список эпизодов телесериала «Дрейк и Джош»
Дрейк и Джош (англ. Drake & Josh) — американский молодёжный теле-ситком, рассказывающий о жизни двух сводных братьев, Дрейка Паркера и Джоша Николса, а также их сестры Меган и их родителей, Уолтера и Одри, живущих в Сан-Диего. Телесериал был создан по задумке Дэна Шнайдера на телеканале Nickelodeon. Телесериал стал очень популярен, неизменно пользовался признанием критиков и телезрителей, и считается одним из самых лучших проектов Nickelodeon. Телесериал неоднократно номинировался на престижные премии в области детского телевидения, и много раз выигрывал их, по его мотивам было написано 7 книг и создано 2 видеоигры.
Премьера сериала состоялась на американском канале Nickelodeon 11 января 2004 года. Телесериал завершился 5 декабря 2008 года показом полнометражного фильма «Счастливого Рождества, Дрейк и Джош».
 В России сериал демонстрировался на телеканале Nickelodeon (Россия) с 28 января 2008 года по 3 апреля 2016 года и с 12 сентября 2008 года по 16 апреля 2009 года на ТНТ.

## Описание сезонов
| Сезон | Сезон     | Количество эпизодов | Премьера первого эпизода | Премьера последнего эпизода | Дата выхода DVD | Дата выхода DVD | Дата выхода DVD | Дата выхода DVD |
| Сезон | Сезон     | Количество эпизодов | Премьера первого эпизода | Премьера последнего эпизода | Регион 1        | Регион 2        | Регион 4        | Регион 5        |
| ----- | --------- | ------------------- | ------------------------ | --------------------------- | --------------- | --------------- | --------------- | --------------- |
|       | 1         | 6                   | 11 января 2004           | 22 февраля 2004             | 21 августа 2008 | н/д             | н/д             | н/д             |
|       | 2         | 14                  | 14 марта 2004            | 28 ноября 2004              | 21 августа 2008 | н/д             | н/д             | н/д             |
|       | 3         | 20                  | 2 апреля 2005            | 8 апреля 2006               | 29 августа 2008 | н/д             | н/д             | н/д             |
|       | 4         | 20                  | 24 сентября 2006         | 16 сентября 2007            | 29 августа 2008 | н/д             | н/д             | н/д             |
|       | ТВ-фильмы | ТВ-фильмы           | —                        | —                           | н/д             | н/д             | н/д             | н/д             |

### Первый сезон (2004)
| Номер | Название                                             | Режиссёр         | Сценарий          | Приглашённая звезда | Дата премьеры   | Произв. код |
| --- | ---------------------------------------------------- | ---------------- | ----------------- | ------------------- | --------------- | ----------- |
| 1 (1x01) | «Пилот» (англ. Pilot)                                | Виргил Л. Фабиан | Дэн Шнайдер       | Джули Гонсало       | 11 января 2004  | 101         |
| Одри Паркер и Уолтер Николс решают пожениться. Сын Уолтера, Джош, рад этому событию, а сын Одри, Дрейк, не очень. Дрейк узнаёт, что Джош является известным психологом мисс Нэнси (которую в действительности никто не видел) и анонимно даёт советы в школьной газете. Он использует это, чтобы получить свидание с девушкой. Но из-за Дрейка у Джоша возникают неприятности. |                                                      |                  |                   |                     |                 |             |
| |                                                      |                  |                   |                     |                 |             |
| 2 (2x01) | «Багги» (англ. Dune Buggy)                           | Виргил Л. Фабиан | Дэн Шнайдер       |                     | 18 января 2004  | 106         |
| Джош возмущён тем, что за малейшую шалость его всегда наказывают, в то время как Дрейку всё сходит с рук. Но Дрейк в скором времени сам попадает в жуткую переделку, из которой выпутаться сложно. Зато Джош от этого в восторге. |                                                      |                  |                   |                     |                 |             |
| |                                                      |                  |                   |                     |                 |             |
| 3 (3x01) | «Верь мне, брат» (англ. Believe Me, Brother)         | Виргил Л. Фабиан | Дэн Шнайдер       | Эшли Экштейн        | 25 января 2004  | 102         |
| Дрейк по уши влюблён в девушку из школы по имени Сьюзен. Но та флиртует с Джошем, который и сам этому не рад. Дрейк обвиняет сводного брата в предательстве. Неожиданно для всех ясность в дело вносит Меган. |                                                      |                  |                   |                     |                 |             |
| |                                                      |                  |                   |                     |                 |             |
| 4 (4x01) | «Два идиота и ребёнок» (англ. Two Idiots and a Baby) | Виргил Л. Фабиан | Стивен Моларо     | Кимми Робертсон     | 8 февраля 2004  | 103         |
| Джош и Дрейк должны присмотреть за маленьким сыном босса Уолтера Николса. Дрейк в панике, так как в это же время у него должен состояться концерт. А от этого ребёнка одни неприятности. Кроме того, Меган готовит очередную шалость. |                                                      |                  |                   |                     |                 |             |
| |                                                      |                  |                   |                     |                 |             |
| 5 (5x01) | «Первая любовь» (англ. First Crush)                  | Виргил Л. Фабиан | Стив Холлард      | Эрин Чемберс        | 15 февраля 2004 | 104         |
| Джош влюбляется в девушку по имени Кэти. Чтобы ей понравиться, он врёт ей, что умеет играть на гитаре. Ситуация осложняется тем, что близится день рождения Кэти, и она ждёт от Джоша исполнения песни под музыку. |                                                      |                  |                   |                     |                 |             |
| |                                                      |                  |                   |                     |                 |             |
| 6 (6x01) | «Бабуля» (англ. Grammy)                              | Виргил Л. Фабиан | Эндрю Хилл Ньюман | Рэнди Хеллер        | 22 февраля 2004 | 105         |
| Уолтер, Одри и Меган уезжают из дома на уикенд, оставив Джоша и Дрейка. В дом в качестве няньки приезжает бабушка Джоша. Джош очень рад, но у Дрейка сразу начинаются сложности в общении с бойкой и активной старушкой. |                                                      |                  |                   |                     |                 |             |
| |                                                      |                  |                   |                     |                 |             |

### Второй сезон (2004)
| Номер | Название                                     | Режиссёр           | Сценарий                    | Приглашённая звезда                            | Дата премьеры    | Произв. код |
| --- | -------------------------------------------- | ------------------ | --------------------------- | ---------------------------------------------- | ---------------- | ----------- |
| 7 (1x02) | «Ставка» (англ. The Bet)                     | Стив Хоэфер        | Джордж Доти IV              |                                                | 14 марта 2004    | 202         |
| Джош и Дрейк заключают спор: Джош бросает играть в любимые компьютерные игры, а Дрейк прекратит есть свои любимые сладости. Проигравший покрасит волосы в розовый цвет. В то же время Уолтер и Одри ставят на своих детей, кто первый из них сдастся. И у них тоже проигравший покрасит волосы в розовый цвет.                                                                                  |                                              |                    |                             |                                                |                  |             |
| |                                              |                    |                             |                                                |                  |             |
| 8 (2x02) | «Гитара» (англ. Guitar)                      | Виргил Л. Фабиан   | Дэн Шнайдер                 |                                                | 21 марта 2004    | 201         |
| Дрейк выигрывает редкую гитару с автографом известного музыканта. Об этой гитаре он мечтал всю жизнь. Джош случайно портит гитару, и пока Дрейк об этом не узнал, ему нужно достать такую же. А в это время Одри говорит Уолтеру, чтобы тот сблизился с Дрейком. |                                              |                    |                             |                                                |                  |             |
| |                                              |                    |                             |                                                |                  |             |
| 9 (3x02) | «Работа в кино» (англ. Movie Job)            | Виргил Л. Фабиан   | Дэн Шнайдер                 | Джерри Трейнор и Иветт Николь Браун            | 28 марта 2004    | 203         |
| Джош получает работу в кинотеатре. Он усердно работает, но вскоре на работу в тот же кинотеатр попадает и Дрейк. Несмотря на то что Дрейк ничего не делает, менеджер Хелен почему-то симпатизирует ему, а не Джошу. Джош рассержен, и решает добиться увольнения Дрейка. |                                              |                    |                             |                                                |                  |             |
| |                                              |                    |                             |                                                |                  |             |
| 10 (4x02) | «Футбол» (англ. Football)                    | Виргил Л. Фабиан   | Барри О’Брайн и Дэн Шнайдер | Леа Пайпс                                      | 4 апреля 2004    | 205         |
| Джош становится «центральным заведующим хозяйством» в школьной команде по американскому футболу. Он готовит для команды партию шоколадных пирожных, но Меган незаметно добавляет в них землю. После употребления пирожных, лучшего из игроков приходится госпитализировать. Теперь Джошу придётся выступить вместо него, чего он очень боится. А у Дрейка новые повороты в личной жизни.        |                                              |                    |                             |                                                |                  |             |
| |                                              |                    |                             |                                                |                  |             |
| 11 (5x02) | «Акула пула» (англ. Pool Shark)              | Стив Хоэфер        | Энтони Дел Брокколо         |                                                | 18 апреля 2004   | 204         |
| Дрейк узнаёт, что Джош профессионально играет в пул. Тогда он начинает использовать умения брата, для того чтобы облапошивать посетителей кинотеатра и выигрывать у них большие деньги. Но когда Джош узнаёт об этом, он решает проучить брата. Кроме того, им обоим нужно купить хороший подарок на день рождения Одри.                                                                        |                                              |                    |                             |                                                |                  |             |
| |                                              |                    |                             |                                                |                  |             |
| 12 (6x02) | «Умная девочка» (англ. Smart Girl)           | Роджер Кристиансен | Дэн Шнайдер                 | Кейт Майнер                                    | 25 апреля 2004   | 207         |
| Дрейк влюбляется в знакомую Джоша, Мишель. Однако Мишель любит учиться и вообще очень умная, чего она требует и от Дрейка. Дрейк понимает, что долго притворяться умным у него не получится, и просит помощи у Джоша. Джош бы и рад помочь, но Дрейк с Мишель попадают на телевикторину, где будут очень сложные вопросы и где подсказывать будет нелегко.                                      |                                              |                    |                             |                                                |                  |             |
| |                                              |                    |                             |                                                |                  |             |
| 13 (7x02) | «Маленькая дива» (англ. Little Diva)         | Виргил Л. Фабиан   | Эрик Фридман                | Иветт Николь Браун                             | 2 мая 2004       | 208         |
| Джош и Дрейк должны проследить за маленькой, но уже известной киноактрисой Эшли Блейк, которая должна провести презентацию своего нового фильма в кинотеатре у Хелен. Эшли по характеру оказывается ещё хуже, чем Меган. Две маленькие хулиганки влихую издеваются над братьями. Однако Дрейк и Джош находят достойный выход из сложившейся ситуации.                                           |                                              |                    |                             |                                                |                  |             |
| |                                              |                    |                             |                                                |                  |             |
| 14 (8x02) | «Братья Блюз» (англ. Blues Brothers)         | Фред Сэвидж        | Крейг ДиГрегорио            | Иветт Николь Браун                             | 12 сентября 2004 | 206         |
| Джош выступает ведущим на прогнозе погоды, но стоя перед камерой он понимает, что всего этого боится, в результате чего прямо в прямом эфире у него случается нервный срыв. Он становится всеобщим посмешищем, и, чтобы спасти репутацию брата, Дрейк приводит его с собой на выступление в шоу талантов.                                                                                       |                                              |                    |                             |                                                |                  |             |
| |                                              |                    |                             |                                                |                  |             |
| 15 (9x02) | «Лицензия водителя» (англ. Driver's License) | Виргил Л. Фабиан   | Дэн Шнайдер                 | Торри Девито                                   | 12 сентября 2004 | 209         |
| Дрейк и Джош сдают экзамены на получение водительских прав. Джош получает их, а Дрейк нет, хоть и желал этого всегда. Однако от прав у Джоша очень быстро начинаются неприятности, чем не преминет воспользоваться Дрейк. |                                              |                    |                             |                                                |                  |             |
| |                                              |                    |                             |                                                |                  |             |
| 16 (10x02) | «Фанатка № 1» (англ. Number 1 Fan)           | Виргил Л. Фабиан   | Дэн Шнайдер                 | Аннасофия Робб и Элисон Стоунер                | 19 сентября 2004 | 211         |
| У Меган сбор юных походников, которые собираются у неё дома. Одна из них, Венди, признаётся, что влюблена в Дрейка и вообще фанатка всего, что связано с его музыкой. Однако когда это фанатство переходит все границы, Дрейк идёт на крайние меры. |                                              |                    |                             |                                                |                  |             |
| |                                              |                    |                             |                                                |                  |             |
| 17 (11x02) | «Скупой учитель» (англ. Mean Teacher)        | Стив Хоэфер        | Джордж Доти IV              | Джулия Даффи                                   | 26 сентября 2004 | 210         |
| Дрейк хочет расстаться со своей девушкой Келли, так как ему надоел её постоянный, беспричинный смех. Однако всё меняется, когда Дрейк узнаёт, что Келли дочь его учительницы миссис Хэфер. Дрейк был очень нелюбим учительницей и раньше, но теперь она ставит ему условие: если он огорчит Келли, то Дрейк отправится в летнюю школу. Теперь Дрейк должен хоть как-то отвязаться от Келли.     |                                              |                    |                             |                                                |                  |             |
| |                                              |                    |                             |                                                |                  |             |
| 18 (12x02) | «Гриль Гэри» (англ. The Gary Grill)          | Виргил Л. Фабиан   | Энтони Дел Брокколо         | Ричард Биггс                                   | 17 октября 2004  | 212         |
| Дрейк и Джош становятся торговцами грилями-плеерами. Все идёт хорошо, и вскоре братья становятся богачами, но очень ненадолго. Вскоре выясняется, что грили были контрабандными, и ребят арестовывают. Однако Меган спасает положение. |                                              |                    |                             |                                                |                  |             |
| |                                              |                    |                             |                                                |                  |             |
| 19 (13x02) | «Дрю и Джерри» (англ. Drew & Jerry)          | Стив Хоэфер        | Дэн Шнайдер                 |                                                | 24 октября 2004  | 213         |
| Дрейк и Джош сильно поднадоели друг другу. Чтобы не скучать, они находят своих двойников — Дрю и Джерри. Сначала было весело, но потом двое новых друзей сильно переворачивают жизнь Дрейка и Джоша. |                                              |                    |                             |                                                |                  |             |
| |                                              |                    |                             |                                                |                  |             |
| 20 (14x02) | «Честь совета» (англ. Honor Council)         | Виргил Л. Фабиан   | Эрик Фридман                | Джулия Даффи, Эллисон Скальотти и Эмма Робертс | 28 ноября 2004   | 214         |
| У Джоша появляется соперница, которая превосходит его по интеллекту. Это его одноклассница Минди. И вот сама жизнь даёт Джошу возможность доказать своё преимущество: Дрейка обвиняют в угоне машины миссис Хэфэр. Теперь школьный совет судит его, а обвинителем выступает Минди. Ясное дело, что защищать брата в суде может только Джош. Суд над Дрейком превращается в жестокую дуэль умов. |                                              |                    |                             |                                                |                  |             |
| |                                              |                    |                             |                                                |                  |             |

### Третий сезон (2005—2006)
| Номер | Название                                               | Режиссёр           | Сценарий                           | Приглашённая звезда                            | Дата премьеры   | Произв. код |
| --- | ------------------------------------------------------ | ------------------ | ---------------------------------- | ---------------------------------------------- | --------------- | ----------- |
| 21 (1x03) | «Отель Дрейка и Джоша» (англ. The Drake & Josh Inn)    | Адам Вейсманн      | Джейк Фарроу                       | Иветт Николь Браун                             | 2 апреля 2005   | 305         |
| Одри и Уолтер уезжают из дома в Лос-Анджелес на каникулы. Вскоре Дрейк тратит $ 200, которые были предназначены только для еды и чрезвычайных ситуаций, на игрушки и другие ненужные предметы. Чтобы выйти из ситуации, Дрейку, Джошу и Меган необходимо заработать денег.                                                         |                                                        |                    |                                    |                                                |                 |             |
| |                                                        |                    |                                    |                                                |                 |             |
| 22 (2x03) | «Острый перуанский перец» (англ. Peruvian Puff Pepper) | Стив Хоэфер        | Стив Холланд                       |                                                | 9 апреля 2005   | 301         |
| Дрейк и Джош участвуют в конкурсе по приготовлению соуса сальсы. Если они выиграют конкурс, то призом будет огромный плазменный телевизор. У ребят есть все шансы на победу, но в дело вмешивается Меган, у которой свои планы. |                                                        |                    |                                    |                                                |                 |             |
| |                                                        |                    |                                    |                                                |                 |             |
| 23 (3x03) | «Мы женаты?» (англ. We're Married?)                    | Стив Хоэфер        | Джордж Доти IV                     |                                                | 16 апреля 2005  | 302         |
| К Джошу приезжает его подруга из Евдонии, молодая девушка по имени Юка. Она сразу влюбляется в Дрейка, и тот очень рад воспользоваться ситуацией, хотя это и бесит Джоша. Случайно Дрейк женится на Юке, к своему ужасу. |                                                        |                    |                                    |                                                |                 |             |
| |                                                        |                    |                                    |                                                |                 |             |
| 24 (4x03) | «Возвращение Минди» (англ. Mindy's Back)               | Адам Вейсманн      | Эрик Фридман                       | Эллисон Скальотти                              | 30 апреля 2005  | 303         |
| Джош участвует в технической олимпиаде. Один из главных идейных врагов Джоша, Минди, выходит из сумасшедшего дома. Как и раньше, она старается доказать Джошу, что она по-прежнему лучше него. Дрейк зол на неё за прошлое. В дело опять вмешивается Меган.                                                                        |                                                        |                    |                                    |                                                |                 |             |
| |                                                        |                    |                                    |                                                |                 |             |
| 25 (5x03) | «Роман» (англ. The Affair)                             | Адам Вейсманн      | Энтоли Дел Брокколо                |                                                | 21 мая 2005     | 304         |
| Дрейк предполагает, что Уолтер Николс изменяет Одри Паркер с другой женщиной. Джош сначала не хочет в это верить, но позже решает помочь Дрейку в выяснении обстоятельств. Всё может закончиться очень плохо. |                                                        |                    |                                    |                                                |                 |             |
| |                                                        |                    |                                    |                                                |                 |             |
| 26 (6x03) | «Ревность» (англ. Playing the Field)                   | Роджер Кристиансен | Дэн Шнайдер                        | Эллисон Скальотти и Торри Девито               | 4 июня 2005     | 306         |
| Джош отращивает усы, но это никому не нравится. Он продолжает свои отношения с Минди. Дрейк расстаётся со своей девушкой Тори. Но когда он видит её с другим парнем, он приходит в ярость. Дрейк хочет вернуть её обратно, но у него это не получается. Дрейк не верит в то, что потерял своё умение очаровывать девушек.          |                                                        |                    |                                    |                                                |                 |             |
| |                                                        |                    |                                    |                                                |                 |             |
| 27 (7x03) | «Операция Хелен» (англ. Helen's Surgery)               | Адам Вейсманн      | Джордж Доти IV                     | Иветт Николь Браун                             | 11 июня 2005    | 307         |
| Хелен делают операцию на глазах. На это время Джош становится ассистентом менеджера кинотеатра. Это может стать самым поворотным событием в его карьере. Дрейк помогает ему в достижении цели. |                                                        |                    |                                    |                                                |                 |             |
| |                                                        |                    |                                    |                                                |                 |             |
| 28 (8x03) | «Доктор Дрейк» (англ. Paging Dr. Drake)                | Стив Хоэфер        | Энтони Дел Брокколо                |                                                | 1 октября 2005  | 309         |
| Джош ушиб ногу и боится ехать в больницу. Он пытается скрывать это от родителей, но вскоре ему приходится поехать в больницу, чего он всегда боялся. Чтобы очаровать местных медсестёр, Дрейк притворяется врачом. |                                                        |                    |                                    |                                                |                 |             |
| |                                                        |                    |                                    |                                                |                 |             |
| 29 (9x03) | «Большой палец» (англ. Foam Finger)                    | Роджер Кристиансен | Стив Хоэфер                        | Эллисон Скальотти                              | 8 октября 2005  | 308         |
| Выясняется, что 8 лет назад Дрейк и Джош один раз пересеклись друг с другом. Ещё детьми они в один день пошли на бейсбольный матч, где подрались из-за сувенирной перчатки. В итоге она досталась Дрейку. Воспоминание об этом событии вносит серьёзный раздор в их отношения.                                                     |                                                        |                    |                                    |                                                |                 |             |
| |                                                        |                    |                                    |                                                |                 |             |
| 30 (10x03) | «Девичья сила» (англ. Girl Power)                      | Стив Хоэфер        | Джейк Фарроу                       | Эллисон Скальотти и Иветт Николь Браун         | 15 октября 2005 | 311         |
| Минди приглашает Джоша к себе в дом, чтобы он познакомился с её родителями. Правда, она предупреждает, что её родители недобрые, невежливые, и в общем не самые приятные люди. Дрейк раздумывает о своих отношениях с Люси, так как она круче него.                                                                                |                                                        |                    |                                    |                                                |                 |             |
| |                                                        |                    |                                    |                                                |                 |             |
| 31 (11x03) | «Неприятности с овцой» (англ. Sheep Thrills)           | Стив Хоэфер        | Эрик Фридман                       | Эллисон Скальотти                              | 22 октября 2005 | 310         |
| Дрейк готовится к важному экзамену по алгебре, но приготовлению мешает найденный Джошем в гараже баран Боб. Это баран Меган, и она просит их спрятать барана у себя, пока она не подготовит родителей к знакомству с Бобом. |                                                        |                    |                                    |                                                |                 |             |
| |                                                        |                    |                                    |                                                |                 |             |
| 32 (12x03) | «Новый учитель Меган» (англ. Megan's New Teacher)      | Адам Вейсманн      | Джордж Доти IV                     | Иветт Николь Браун, Тара Линн Барр и Тони Хоук | 28 января 2006  | 313         |
| Джош проходит стажировку педагога в начальных классах. Совершенно случайно выясняется, что в этом же классе учится Меган. Джош пытается научить дошкольников молекулярной физике, а Дрейк находит там же нового барабанщика. Меган теряет друзей из-за Джоша.                                                                      |                                                        |                    |                                    |                                                |                 |             |
| |                                                        |                    |                                    |                                                |                 |             |
| 33 (13x03) | «Маленький брат» (англ. Little Sibling)                | Стив Хоэфер        | Дэн Шнайдер                        | Джулия Даффи и Ванесса Хадженс                 | 4 февраля 2006  | 312         |
| За очередное опоздание миссис Хэйфер заставляет Дрейка заботиться за ребёнком Сэмми, а не отправляет его в исправительный класс, как это положено. Сэмми нравится общаться с Джошем, что не нравится Дрейку. |                                                        |                    |                                    |                                                |                 |             |
| |                                                        |                    |                                    |                                                |                 |             |
| 34 (14x03) | «Театральный вор» (англ. Theater Thug)                 | Роджер Кристиансен | Дэн Шнайдер                        | Иветт Николь Браун и Ванесса Хадженс           | 18 февраля 2006 | 314         |
| Джош получает роль в документальном шоу «FBI’s Most Wanted», где он должен сыграть бандита. Неприятности начинаются после того, как Джоша принимают за настоящего бандита и арестовывают, но он совершает побег. |                                                        |                    |                                    |                                                |                 |             |
| |                                                        |                    |                                    |                                                |                 |             |
| 35 (15x03) | «Демонатор» (англ. The Demonator)                      | Стив Хоэфер        | Энтони Дел Брокколо и Эрик Фридман | Хейл Люси                                      | 25 февраля 2006 | 315         |
| Дрейк и Джош готовятся к путешествию по новому аттракциону под названием «Демонатор». Однако в вечер похода в аттракцион Уолтер Николс оставляет дома своего дедушку, ветерана войны. Ребята не хотят пропускать «Демонатор». Уолтер Николс боится проиграть своему давнему врагу Брюсу Уинчеллу на вручении корпоративной премии. |                                                        |                    |                                    |                                                |                 |             |
| |                                                        |                    |                                    |                                                |                 |             |
| 36 (16x03) | «Инопланетное вторжение» (англ. Alien Invasion)        | Уилл Барделли      | Стив Холланд                       | Мэгги Уилер                                    | 18 марта 2006   | 316         |
| Меган дарят новый телескоп. Она без разрешения берёт ноутбук Джоша и куртку Дрейка и подставляет их. В отместку братья пугают Меган, создав ощущение, что на неё охотятся инопланетяне. Меган в это верит. |                                                        |                    |                                    |                                                |                 |             |
| |                                                        |                    |                                    |                                                |                 |             |
| 37 (17x03) | «Шоу доктора Филлис» (англ. Dr. Phyllis Show)          | Стив Хоэфер        | Энтони Дел Брокколо и Эрик Фридман | Габриель Картерис                              | 8 апреля 2006   | 317         |
| Дрейк и Джош попадают на шоу доктора миссис Филлипс. Тема программы: «Пикировка братьев». Братья припоминают друг другу все прегрешения: свадьбу с Юкой, случай, когда Джош был учителем, и многое другое. Всё заканчивается дракой с миссис Филлипс.                                                                              |                                                        |                    |                                    |                                                |                 |             |
| |                                                        |                    |                                    |                                                |                 |             |

### Четвёртый сезон (2006—2007)
| Номер | Название                                          | Режиссёр                 | Сценарий                     | Приглашённая звезда                 | Дата премьеры    | Произв. код |
| --- | ------------------------------------------------- | ------------------------ | ---------------------------- | ----------------------------------- | ---------------- | ----------- |
| 38 (1x04) | «Джош сбивает Опру» (англ. Josh Runs Into Oprah)  | Роджер Кристиансен       | Итан Банвилл                 | Иветт Николь Браун и Саммер Бишил   | 24 сентября 2006 | 405         |
| Дрейк забывает о дне рождения Джоша, хотя даже Меган не забыла об этом. Это довольно сильно обижает Джоша, но вскоре он узнаёт, что Дрейк достал ему билеты на шоу Опры. А в это время Меган не может справиться с игрушечной собачкой-тамагочи.                                                                               |                                                   |                          |                              |                                     |                  |             |
| |                                                   |                          |                              |                                     |                  |             |
| 39 (2x04) | «Злой Тиберий» (англ. Vicious Tiberius)           | Роджер Кристиансен       | Джордж Доти IV               | Джулия Даффи                        | 1 октября 2006   | 402         |
| Мисс Хэфэр уезжает в отпуск, а Джош вызывается добровольцем следить за её собакой. Дрейк становится его помощником, однако оба брата не рады встрече с собакой. А в это время Уолтер Николс надеется, что всё-таки победит своего давнего конкурента Брюса Уинчилла.                                                           |                                                   |                          |                              |                                     |                  |             |
| |                                                   |                          |                              |                                     |                  |             |
| 40 (3x04) | «Свадьба» (англ. The Wedding)                     | Стив Хоэфер              | Мэтт Флекэнштейн             |                                     | 15 октября 2006  | 412         |
| У бабушки Дрейка свадьба. Одри, Уолтер и Меган отправляются туда, а Дрейк и Джош должны приехать позже и привезти праздничный торт. И всё бы хорошо, да вдруг выясняется, что приехать на свадьбу им не на чем. Есть только старый автомобиль, который принадлежит знакомому Дрейка, Тревору.                                  |                                                   |                          |                              |                                     |                  |             |
| |                                                   |                          |                              |                                     |                  |             |
| 41 (4x04) | «Минди любит Джоша» (англ. Mindy Loves Josh)      | Адам Вейсманн            | Артур Градштейн              |                                     | 22 октября 2006  | 403         |
| Минди говорит Джошу, что любит его, но он сам не уверен, что любит её. Однако их отношения запутываются. В то же время Меган решает отомстить Дрейку за то, что он съел её печенье. Она придумывает очень изощрённую месть. |                                                   |                          |                              |                                     |                  |             |
| |                                                   |                          |                              |                                     |                  |             |
| 42 (5x04) | «Кто победитель?» (англ. Who's Got Game?)         | Адам Вейсманн            | Итан Банвилл                 |                                     | 5 ноября 2006    | 409         |
| Джош спорит с Дрейком, что он сможет завоевать гораздо больше девушек. Если выиграет Джош, то он спит на кровати брата, а если наоборот, то Дрейк заберёт его любимый приз за посещаемость. Джош просит помощи у Одри. |                                                   |                          |                              |                                     |                  |             |
| |                                                   |                          |                              |                                     |                  |             |
| 43 (6x04) | «Великий Духини» (англ. The Great Doheny)         | Адам Вейсманн            | Мэтт Флекэнштейн             | Иветт Николь Браун и Дианна Агрон   | 12 ноября 2006   | 404         |
| В кинотеатр, где работает Джош, приходит известный иллюзионист Генри Духини. Это любимый фокусник Джоша. Вскоре Духини приходит в дом к Джошу к большой радости последнего. Однако уходить иллюзионист не собирается. |                                                   |                          |                              |                                     |                  |             |
| |                                                   |                          |                              |                                     |                  |             |
| 44 (7x04) | «Я люблю суши» (англ. I Love Sushi)               | Стив Хоэфер              | Дэн Шнайдер                  |                                     | 26 ноября 2006   | 407         |
| Дрейк и Джош участвуют в конкурсе «Бомбани комнату». У Одри и Уолтера пятая годовщина свадьбы. Дрейк и Джош хотят выиграть в конкурсе, чтобы ремонт сделали в гостиной, и сделать приятное маме и папе. Меган нанимает себе в ассистенты мальчика Тайлера, чтобы тот сделал жизнь её братьев ещё более невыносимой.            |                                                   |                          |                              |                                     |                  |             |
| |                                                   |                          |                              |                                     |                  |             |
| 45 (8x04) | «Буря» (англ. The Storm)                          | Стив Хоэфер              | Джордж Доти IV               | Иветт Николь Браун                  | 7 января 2007    | 411         |
| Группа Дрейка готовится к своему первому крупному концерту. Дрейк очень нервничают, так как на концерте будет присутствовать президент крупнейшей звукозаписывающей компании. Однако перед самым концертом начинается сильный дождь. А бывшие девушки Дрейка, Люси и Кристин, знакомятся с его нынешней девушкой, Карли.       |                                                   |                          |                              |                                     |                  |             |
| |                                                   |                          |                              |                                     |                  |             |
| 46 (9x04) | «Мой ужин с Бобо» (англ. My Dinner with Bobo)     | Виргил Фабиан            | Артур Градштейн              | Иветт Николь Браун                  | 14 января 2007   | 406         |
| Дрейк и Джош наконец заработали деньги на покупку машины, о которой всегда мечтали. Но они не могут прийти к общему мнению по поводу того, какую марку купить. Дрейк вместо машины покупает маленького орангутанга Бобо. |                                                   |                          |                              |                                     |                  |             |
| |                                                   |                          |                              |                                     |                  |             |
| 47 (10x04) | «Домик на дереве» (англ. Tree House)              | Роджер Кристианссен      | Дэн Шнайдер                  |                                     | 21 января 2007   | 408         |
| Меган, Дрейк и Джош случайно взрывают шалаш сына своего соседа. Им приходится стоить новый шалаш. Из-за этого срывается свидание Дрейка и Джоша с близняшками, а Меган не попадает на день рождения. |                                                   |                          |                              |                                     |                  |             |
| |                                                   |                          |                              |                                     |                  |             |
| 48 (11x04) | «С Джоша хватит» (англ. Josh Is Done)             | Адам Вейссман            | Итан Банвилл                 |                                     | 11 февраля 2007  | 415         |
| Джош так устал от проделок Дрейка, что перестал с ним общаться. Дела у Дрейка идут всё хуже и хуже, а у Джоша всё лучше и лучше. Дрейк очень расстроен, и хочет восстановить отношения, но Джош непреклонен. |                                                   |                          |                              |                                     |                  |             |
| |                                                   |                          |                              |                                     |                  |             |
| 49 (12x04) | «Эрик бьёт Дрейка» (англ. Eric Punches Drake)     | Роджер Кристианссен      | Артур Градштейн              |                                     | 18 февраля 2007  | 417         |
| Джош узнаёт, что у Минди есть парень. Джош ревнует, несмотря на то что они уже давно порвали. Эрик случайно ставит фингал под глаз Дрейку. Вся школа считает, что это произошло специально и что Дрейка побил «ботаник». |                                                   |                          |                              |                                     |                  |             |
| |                                                   |                          |                              |                                     |                  |             |
| 50 (13x04) | «Месть Меган» (англ. Megan's Revenge)             | Стив Хоэфер              | Дэн Шнайдер                  | Джилл Латиано                       | 4 марта 2007     | 401         |
| Дрейк целуется с супермоделью Дайаной Вош. Джош случайно убивает хомяка Меган. Дрейк и Джош говорят об этом Меган, и она вроде относится к произошедшему с пониманием, но ребята ей не верят, и живут в постоянном ожидании её мести.                                                                                          |                                                   |                          |                              |                                     |                  |             |
| |                                                   |                          |                              |                                     |                  |             |
| 51 (14x04) | «В законе» (англ. Steered Straight)               | Стив Хоэфер              | Дэн Шнайдер                  |                                     | 11 марта 2007    | 414         |
| Любимая группа Джоша приезжает в Сан-Диего. Им нет 20 лет, и чтобы попасть на концерт, Дрейк подделывают документы. Но их ловят и возвращают домой. Уолтер и Одри уже устали от проделок своих детей, и в этот раз решают наказать их особо жёстко.                                                                            |                                                   |                          |                              |                                     |                  |             |
| |                                                   |                          |                              |                                     |                  |             |
| 52 (15x04) | «Первый поцелуй Меган» (англ. Megan's First Kiss) | Уилл Барделли            | Джордж Доти IV               | Иветт Николь Браун                  | 7 апреля 2007    | 418         |
| Дрейк и Джош узнают, что Меган встречается с парнем по имени Кори. Своим поведением они смущают Кори, и он порывает с Меган. Чтобы исправить ситуацию, Дрейк и Джош пытаются вернуть Кори, но узнают, что одновременно он встречается не только с Меган. Поняв, что братья помогли ей, Меган впервые говорит им, что любит их. |                                                   |                          |                              |                                     |                  |             |
| |                                                   |                          |                              |                                     |                  |             |
| 53 (16x04) | «Битва на Пантатаре» (англ. Battle of Panthatar)  | Джош Пек                 | Мэтт Флекэнштейн             | Лорен Джози и Нейтан Кресс          | 15 апреля 2007   | 416         |
| Торнтон приглашает Дрейка и Джоша на свой день рождения, который будет освещён MTV. Но Дрейк целуется с девушкой Торнтона, Марией, и тот узнаёт об этом. Обиженный Торнтон отменяет приглашение, но Джош не собирается с этим мириться.                                                                                        |                                                   |                          |                              |                                     |                  |             |
| |                                                   |                          |                              |                                     |                  |             |
| 54 — 55 (17 — 18x04) | «Дрейк и Джош: Большая креветка»                  | Стив Хоэфер и Дрейк Белл | Дэн Шнайдер и Джордж Доти IV | Иветт Николь Браун                  | 3 августа 2007   | 419-420     |
| Хелен готовится к свадьбе. Её бабушка проведёт неделю в доме у Дрейка и Джоша, и все страдают от этого. Дрейк получает возможность стать известным на всю страну певцом. Минди становится помощником менеджера кинотеатра, и Джош очень расстроен, так как очень хотел получить эту должность.                                 |                                                   |                          |                              |                                     |                  |             |
| |                                                   |                          |                              |                                     |                  |             |
| 56 (19x04) | «Вертолёт» (англ. Helicopter)                     | Виргил Фабиан            | Дэн Шнайдер                  |                                     | 5 августа 2007   | 410         |
| Дрейк выигрывает два бесплатных билета в кино и возможность заняться скайдайвингом. Джош не понимает, почему Дрейку всегда везёт, а ему нет. Однако Уолтер и Одри категорически запрещают Дрейку прыгать с парашютом. Но Дрейк не собирается их слушать.                                                                       |                                                   |                          |                              |                                     |                  |             |
| |                                                   |                          |                              |                                     |                  |             |
| 57 (20x04) | «Танцевальные соревнования» (англ. Dance Contest) | Стив Хоэфер              | Джордж Доти IV               | Иветт Николь Браун и Джоанна Брэдди | 16 сентября 2007 | 413         |
| Эрик готовится к переезду в Пуэрто-Рико. Джош обнаруживает у себя отличные танцевальные способности и решает поучаствовать в конкурсе танцев. Одри узнаёт, что Дрейк несколько месяцев прогуливал физкультуру и теперь он может остаться на второй год.                                                                        |                                                   |                          |                              |                                     |                  |             |
| |                                                   |                          |                              |                                     |                  |             |

### Телевизионные фильмы
| Название | Режиссёр       | Сценарий                    | Дата премьеры  |
| --- | -------------- | --------------------------- | -------------- |
| «Дрейк и Джош в Голливуде» (англ. Drake & Josh Go Hollywood) | Стив Хоэфер    | Стивен Моларо и Дэн Шнайдер | 6 января 2006  |
| Одри и Уолтер улетели в круиз, а Меган собирается к подруге в Денвер. Джош не знает, о чём писать сочинение «Моё приключение», ведь его жизнь очень скучна. Он просит Дрейка сделать его своим менеджером. По ошибке братья сажают Меган в самолёт до Лос-Анджелеса. Поняв это, они отправляются следом за ней. |                |                             |                |
| |                |                             |                |
| «Счастливого Рождества, Дрейк и Джош» (англ. Merry Christmas, Drake & Josh) | Майкл Гроссман | Дэн Шнайдер и Стивен Моларо | 5 декабря 2008 |
| Родители Дрейка и Джоша уезжают на Рождество в тропическое путешествие, оставляя их с Меган. Дрейк устраивается на работу Санта-Клаусом. Он обещает маленькой девочке Мэри Элис Йоханнсон устроить ей и её семье лучшее Рождество в мире, и теперь он обязан сдержать своё обещание. Дрейк устраивает вечеринку на крыше, и за это арестовывают Джоша — он попадает в тюрьму, где находит нового друга Бладжа. Дрейк пытается освободить его, но сам попадает в тюрьму, но судья отпускает его, чтобы он выполнил своё рождественское обещание. Если Дрейк не сделает этого, полицейский обещает посадить его и брата в тюрьму на долгий срок. |                |                             |                |
| |                |                             |                |

## Комментарии
1. ↑  По аналогии с Гарри Гудини
2. ↑  Полнометражный фильм, который идёт отдельно от телесериала, однако хронологически находится в середине третьего сезона
3. ↑  Полнометражный фильм, который завершает телесериал